# Jóhannes Sveinsson Kjarval
Jóhannes Sveinsson Kjarval (souvent orthographié Jóhannes S. Kjarval) né le 15 octobre 1885 et mort le 13 avril 1972 à Reykjavik, Islande, est un peintre islandais dont l'œuvre traverse différents courants artistiques du XXe siècle comme l'expressionnisme ou le surréalisme, sans jamais y être directement rattaché. Il est le premier peintre dans son pays à connaître une reconnaissance nationale importante.

## Biographie
Né dans une famille très pauvre, Jóhannes S. Kjarval est employé très jeune comme pêcheur. Toutefois il passe son temps libre à dessiner et peindre, et réussit même à prendre des cours auprès d'Ásgrímur Jónsson (un des premiers peintres professionnels en Islande). À l'âge de 27 ans, avec le soutien financier des pêcheurs et de la Confédération islandaise des travailleurs, il est admis à l'Académie royale des beaux-arts du Danemark. Durant son séjour à Copenhague, il se familiarise avec différents courants artistiques en vogue dans les années 1910 comme l'impressionnisme, l'expressionnisme et le cubisme ; il se révèle également être un excellent dessinateur. Par la suite il fera plusieurs séjours en France et en Italie afin de parfaire son éducation artistique.

## Œuvres
Jóhannes S. Kjarval fut un peintre prolifique, ayant laissé aujourd'hui des milliers de tableaux et dessins. Les peintures sont très variées et mélangent fréquemment différents styles tout en étant très personnelles. Bien que non surréalistes, certaines de ses œuvres comprennent des éléments absurdes et symboliques avec des elfes et des mythes mêlés dans un paysage. Beaucoup de ses œuvres comprennent des paysages Islandais et des formes créées par les coulées de lave mais beaucoup de ses peintures de paysages sont en partie cubistes et abstraites. Il se concentre sur des vues rapprochées du sol à proximité et moins sur les montagnes mystérieuses en arrière plan. Plus tard dans sa vie, son travail a fréquemment été orienté vers la peinture abstraite.
À cause de cet uniquement mélange des styles, il est bien trop simpliste de le classer comme un peintre de paysage. Son œuvre, qui comprend des peintures et des dessins expressionnistes, abstraites, cubistes, des paysages et des portraits, était hautement originale tout comme il l’était lui même. Il demeure plutôt unique parmi les peintres islandais et du monde entier. En 1958, il a été récompensé par la médaille du Prince Eugène par le Roi de Suède.

## Postérité
- À Reykjavík, un des trois bâtiments appartement au Musée d'art de Reykjavik is appelé Kjarvalsstaðir et présente l’œuvre de Kjarval ainsi que des expositions temporaires.
- Il est représenté sur le billet de banque islandais de 2000 couronnes.
- Dans le premier album de Björk intitulé Björk en 1977, apparaît un titre à la flûte d’hommage au peintre écrit et joué par Björk, intitulé Jóhannes Kjarval.